# Rouge-orange
Les rouge-orangés sont des couleurs vives comprises, sur le cercle chromatique, entre le rouge et l'orange.
La norme AFNOR X08-010 « Classification méthodique générale des couleurs » insérait le champ rouge orangé entre les rouges et les oranges. Ses études indiquaient une longueur d'onde dominante comprise entre 622 et 605 nanomètres ; les orangés-rouges prolongeant ce champ jusqu'aux oranges, à 593 nm. Les rouges-orangés et orangés-rouges sont des couleurs vives et claires. Avec une faible luminosité et une faible saturation, ces teintes donnent des marrons ou des bordeaux, pour les plus rouges ; lavées de blanc, ce sont des nuances de rose.
| 590      | 590      | 593      | 593          | 596          | 596          | 599          | 599          | 602          | 602          | 605          | 605          | 609          | 609          | 613          | 613          | 617          | 617          | 622          | 622     | 627     | 627     |
| ← orangé | ← orangé | ← orangé | orangé-rouge | orangé-rouge | orangé-rouge | orangé-rouge | orangé-rouge | orangé-rouge | orangé-rouge | orangé-rouge | rouge-orangé | rouge-orangé | rouge-orangé | rouge-orangé | rouge-orangé | rouge-orangé | rouge-orangé | rouge-orangé | rouge → | rouge → | rouge → |

Le rouge primaire de l'écran d'ordinateur sRGB ou Adobe RGB est un rouge-orangé, avec une longueur d'onde dominante d'environ 611 nm.
Au XIXe siècle, Michel-Eugène Chevreul a entrepris de situer les couleurs les unes par rapport aux autres et par rapport aux raies de Fraunhofer. Son Orangé-rouge type a une longueur d'onde dominante de 617,2 nm. Le coquelicot sur soie du fabricant Guinon (p. 145), l'alizarine (p. 218) sont rouge-orangé.